# Mingrélskaia
Mingrélskaia - Мингрельская (rus) - és una stanitsa del krai de Krasnodar, a Rússia. És a 21 km al nord-est d'Abinsk i a 54 km a l'oest de Krasnodar. Pertany a aquesta stanitsa el khútor d'Auixed.
Auixed -Аушед (rus)-és un khútor del krai de Krasnodar, a Rússia. És a 28 km al nord d'Abinsk i a 49 km al sud-oest de Krasnodar. Pertany a l'stanitsa de Mingrélskaia.